# Birchall Peaks
Die Birchall Peaks sind eine Gruppe von Berggipfeln an der Ruppert-Küste des westantarktischen Marie-Byrd-Lands. In den Ford Ranges ragen sie rund 5 km westlich des Mount Iphigene auf der Südseite der Block Bay auf. 
Sie wurden während der ersten Antarktisexpedition (1928–1930) des US-amerikanischen Polarforschers Richard Evelyn Byrd entdeckt. Byrd benannte sie Frederick Thomas Birchall (1871–1955), einem Mitarbeiter der New York Times, der für die Veröffentlichung von Berichten über die Expedition verantwortlich war.